# Ellen Ekman
Pour les articles homonymes, voir Ekman.
Ellen Ekman (née le 20 février 1986 à Stockholm) est une auteure de bande dessinée suédoise. Elle publie depuis 2013 dans le quotidien gratuit Metro le comic strip Lilla Berlin.

## Distinction
- 2016 : Prix Adamson du meilleur auteur suédois pour l'ensemble de son œuvre (partagé avec Knut Larsson).
- 2021 :  prix Sproing de la meilleure bande dessinée étrangère pour Lille Berlin[1]